# Bertha av Holland
Bertha av Holland, född 1055, död 1093 i Montreuil, var en drottning av Frankrike, gift med Filip I av Frankrike. 

## Biografi
Bertha var dotter till greve Floris av Holland och Gertrud av Sachsen, och blev 1063 styvdotter till greve Robert I av Flandern. Hennes styvfar erövrade 1070 sin avlidne brors grevedöme Flandern mot den franske kungens vilja. Äktenskapet arrangerades som ett fredsavtal mellan Filip och hennes styvfar. Hon var varken prinsessa eller besläktad med en kung eller Karl den Store och tillhörde därmed inte den rangklass franska drottningar brukade väljas ur, men eftersom alla kandidater som uppfyllde kraven rangmässigt var för nära besläktade med kungen för att kyrkan skulle se ett giftermål som lämpligt, kom Bertha ändå att ses som en passande kandidat.
Giftermålet ägde rum 1072. Vid denna tid befann det kungliga franska hovet sig på sin kanske lägsta punkt: utöver den prestige själva titeln gav, saknade den franske kungen betydelse och hade enbart kontroll över området kring Orleans och Paris. Som drottning omtalas Bertha sällan, och finns bara som undertecknare i tre donationer.
Bertha ges en mer detaljerad bild i Vita Arnulfi (1108) av Lisiardus, som återgav en incident som ägde rum i klostret Saint-Médard. År 1076 hade kung Filip utnämnt Pontius till klostrets abbot mot betalning, en sed som kritiserades av kyrkan särskilt vid denna tid. När Pontius visade sig korrumperad bad munkarna med framgång kungen att få välja en ny abbot, och de valde då Arnulf van Oudenburg (Saint Arnulfus), som sedan drog sig tillbaka som eremit, och därefter Gerald. När Pontius försökte återta sin ställning, stödde hon honom mot Gerald i kraft av sin kungliga status och hamnade då i konflikt med Arnulf, som ska ha varit en gammal fiende till hennes styvfar, och som förutspådde att hon som straff skulle drivas ur riket och dö fattig i exil. Kvinnan i denna redogörelse har förväxlats med Filips andra maka eftersom hon kallas Bertrada snarare än Bertha, men eftersom händelsen ägde rum 1078 bör det ha gällt Bertha.
Äktenskapet med Filip var inte lyckligt. Det resulterade inte i några barn under de första sex åren. Först 1081, efter nio år, fick de en son och tronarvinge, som trots att han fick tre yngre bröder förblev den enda av Berthas söner som överlevde. Detta var en instabil grund för dynastisk fortlevnad, då en kung ansågs behöva åtminstone två söner för att tronföljden skulle anses helt tryggad. Detta var troligen skälet till varför kung Filip försköt Bertha år 1092. William av Malmesbury påstod att kungen hade tröttnat på sin första fru för att hon var för fet, men det är inte troligt: det är dock ett faktum att både hennes son skulle kallas Ludvig den fete och hennes brorson för Floris den fete.
Skilsmässa var under denna tid inte tillåten enligt kyrkan, och den omtalas med stort ogillande av samtida krönikörer. Samtidigt var det vid denna tid ännu inte ovanligt att skilja sig i praktiken och gifta om sig trots att kyrkan inte godkände detta. Bertha lämnade 1092 det kungliga hovet och bosatte sig på slottet Montreuil-sur-Mer i länet Ponthieu, som var hennes morgongåva. Filip ersatte henne med Bertrade de Montfort.
Bertha ska ha begravts "som en av folket" (mer plebeio).

## Barn
- Constance av Frankrike (1078–1125), gifte sig med Bohemund I av Antiokia.
- Ludvig VI av Frankrike (1081–1137).
- Henri (1083 – dog i unga år)
- Charles (1085 – dog i unga år)
- Eudes (1087 – 1096)